# SB alt 19
Die Dampflokomotivreihe SB alt 19 (ab 1864 SB 33) war eine Güterzug-Schlepptenderlokomotivreihe der österreichischen Südbahn (SB), deren Lokomotiven durch Umbau von ehemaligen Maschinen der Südlichen Staatsbahn (SStB) entstanden (vgl. SStB – Grünschacher bis Sonnwendstein).
Die Südliche Staatsbahn beschaffte im Anschluss an den Semmering-Wettbewerb 26 Engerth-Lokomotiven für den Betrieb auf dem Semmering.
Diese dreifach gekuppelten Stütztenderlokomotiven kamen 1858 zur k.k. privilegierten Südbahn-Gesellschaft, die sie von 1861 bis 1864 in vierfach gekuppelte Schlepptenderlokomotiven umbauen ließ, da sie für den Bergdienst bereits zu schwach waren.
Sie erhielten die Reihenbezeichnung 19 und die Nummern 601–626, ab 1864 die Bezeichnung 33 mit den Nummern 901–926.
Die umgebauten Maschinen konnten für mehrere Jahrzehnte am Semmering und auf der 1867 eröffneten Brennerbahn eingesetzt werden.
Sie erfuhren im Laufe ihres Lebens verschiedene Umbauten, etwa am Führerhaus oder durch die Platzierung eines eckigen Sanddomes auf dem Kesselrücken.
Nach der Verstaatlichung der österreichischen Strecken der Südbahn 1929 kamen noch zehn Stück dieser Reihe als 371.01–10 zur BBÖ,
die sie bis 1929 ausmusterte.